# Monte Asahi
O monte Asahi (旭岳, Asahi-dake) é um estratovulcão com altitude de 2290,9 metros, na ilha de Hokkaidō, no Japão. É o ponto mais alto da ilha e faz parte do Grupo vulcânico Daisetsuzan, nas Montanhas Ishikari, estando integrado no Parque Nacional Daisetsuzan. É um popular destino turístico de Hokkaidō.
A sua última erupção foi em 1739, e presentemente tem atividade na forma de fumarolas.